# Marcel Iureş
Marcel Iureş (Băilești, 2 de agosto de 1951) é um dos atores de cinema e teatro mais aclamados da Romênia. Atuou dentro e fora do país, além de ter desempenhado pelo menos dez papéis na televisão romena e britânica. Continuou a explorar novos desafios artísticos, como dublagens para a Disney e no mundo dos jogos de computador. Iureş é o presidente e juiz do Festival Internacional de Cinema de Anonimul e também presidente do Festival Ideo Ideis (um festival nacional anual de teatro para adolescentes).